# المكتبة القادرية
وهي مكتبة قديمة موجودة في الحضرة القادرية في بغداد، وتعتبر أحد خزائن عصر الدولة العباسية، وتضم في طابقها العلوي قاعات كبيرة للمطالعين، وخزانة الكتب وتضم مؤلفات وكتب عدة للشيخ عبد القادر الكيلاني، وتضم هذه المكتبة عدة آلاف من نفائس المخطوطات في مختلف العلوم الإسلامية، فضلاً عن المطبوعات النادرة، التي تصلها من ديار الشرق والغرب.
ومن بين المخطوطات والكتب الموجودة في المكتبة: كتاب (سر الأسرار في التصوف) وهو كتاب معروف للشيخ عبد القادر الكيلاني، وكتاب (التحفة الإثنى عشرية) المخطوط بيد الخطاط سفيان الوهبي، وكتاب (سيرة ابن هشام) من الآثار الخطية للخطاط عمر بن رمضان الهيتي، وكتاب (الطراز المذهب في شرح قصيدة الباز الأشهب)، وهو مخطوط بيد الشيخ عبد الله بهاء الدين الآلوسي، وكتاب في الأصول مخطوط بيد الشيخ صبغة الله الحيدري، وكذلك مخطوطات كتبت بيد الشيخ عيسى البندنيجي، الذي تخرج على يد الخطاط سفيان الوهبي، والذي أجازه في الخط العربي وكان يجيد خط النسخ ولخطهِ روعة وجمال، ومن آثارهِ الخطية كتب وحواشي متعددة في المكتبة.
ونجد في المكتبة بعض الآثار الخطية لكتب علماء بغداد مثل الشيخ أحمد القايمقجي، وكان أستاذه محمود الألوسي يجلهُ ويحترمه، ولقد أهداه المفتي كتابهُ (كشف الطرة عن الغرة) وكتب على ظهرهِ بخطه البديع: (قد وهبتها للأعز ذي الأخلاق المستجادة أحمد أفندي الحافظ القايمقجي زاده)، ورقمها في المكتبة القادرية 487.
وكتاب (التصريح بمضمون التوضيح) من مخطوطات المكتبة رقم 501.
ولقد كتب في آخرهِ : (تم نسخه بقلم محمد صالح بن الشيخ موسى البندنيجي الحنفي النقشبندي القادري سنة 1245هـ)، وكان محمد صالح من علماء بغداد وكذلك أخوهُ عيسى البندنيجي لهُ كتب مخطوطة بيدهِ في المكتبة، وكان يجيد خط النسخ ولخطهِ روعة وجمال، ومن آثارهِ الخطية كتب وحواشي متعددة في المكتبة.
ولقد تولى السيد يوسف الكيلاني وظيفة متولي الأوقاف القادرية في سنة 1952 لحين وفاته في 1996م، وقام بإصلاحات كثيرة في فترة توليته، ومنها تعزيز المكتبة بآلاف الكتب القيمة وباللغة العربية والإنكليزية، وغيرهما في مواضيع فقهية وسياسية واقتصادية وأدبية وعلمية.
وتوفر المكتبة الآن للعلماء ولطلاب المدرسة القادرية خدمات كثيرة تيسر لهم مهمة طلب العلم والبحوث في جوانب متعددة من العلوم المختلفة.

## مؤلفات حول المكتبة
- الآثار الخطية في المكتبة القادرية، للدكتور عماد عبد السلام رؤوف، (خمسة أجزاء)، طبعة بغداد، (1974-1980).
- المكتبة القادرية ، للاستاذ نوري محمد صبري المفتي ، بغداد ، 1996.
- الشيخ عبد القادر الكيلاني رؤية تاريخية معاصرة ، للدكتور جمال الكيلاني ، بغداد ، 2011 .
- كتاب: رفع الغطاء عما في كتاب تاريخ النقباء من الأخطاء للحلبي pdf.